# سالزاك
سالزاك (بالإنجليزية: Salzach)‏ هو نهر يقع في النمسا وألمانيا، وهو الرافد الأيمن لنهر إين يبلغ طوله 220 كم (140 ميل).

اسم النهر مشتق من الكلمة الألمانية سالز، وهي تعني «الملح». لأنه كان يتم شحن الملح عبر هذا النهر حتى القرن 19، وكان جزءا هاما من الاقتصاد المحلي. تم استبداله بعد ذلك بالسكك الحديدية.

## الصور

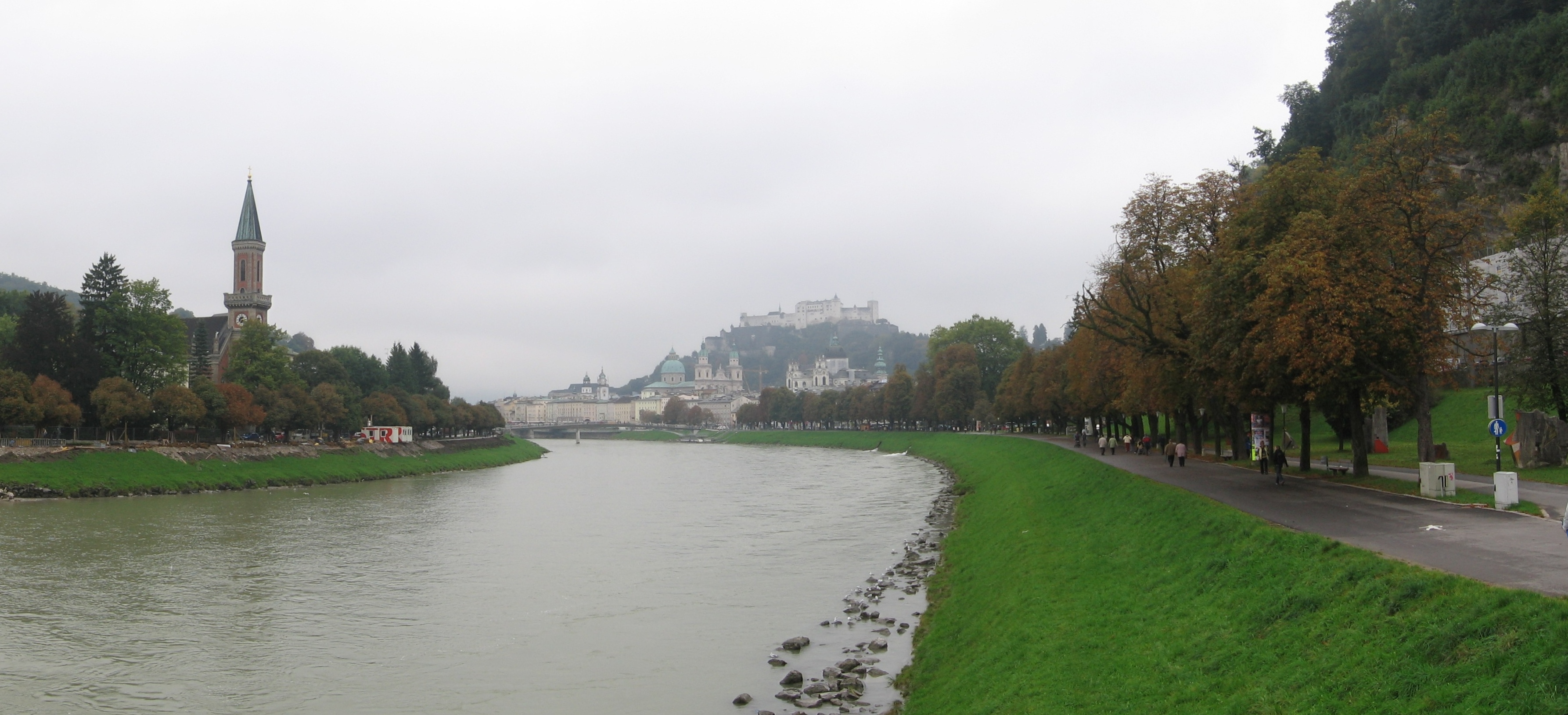
سالزاك في ساليزبورغ
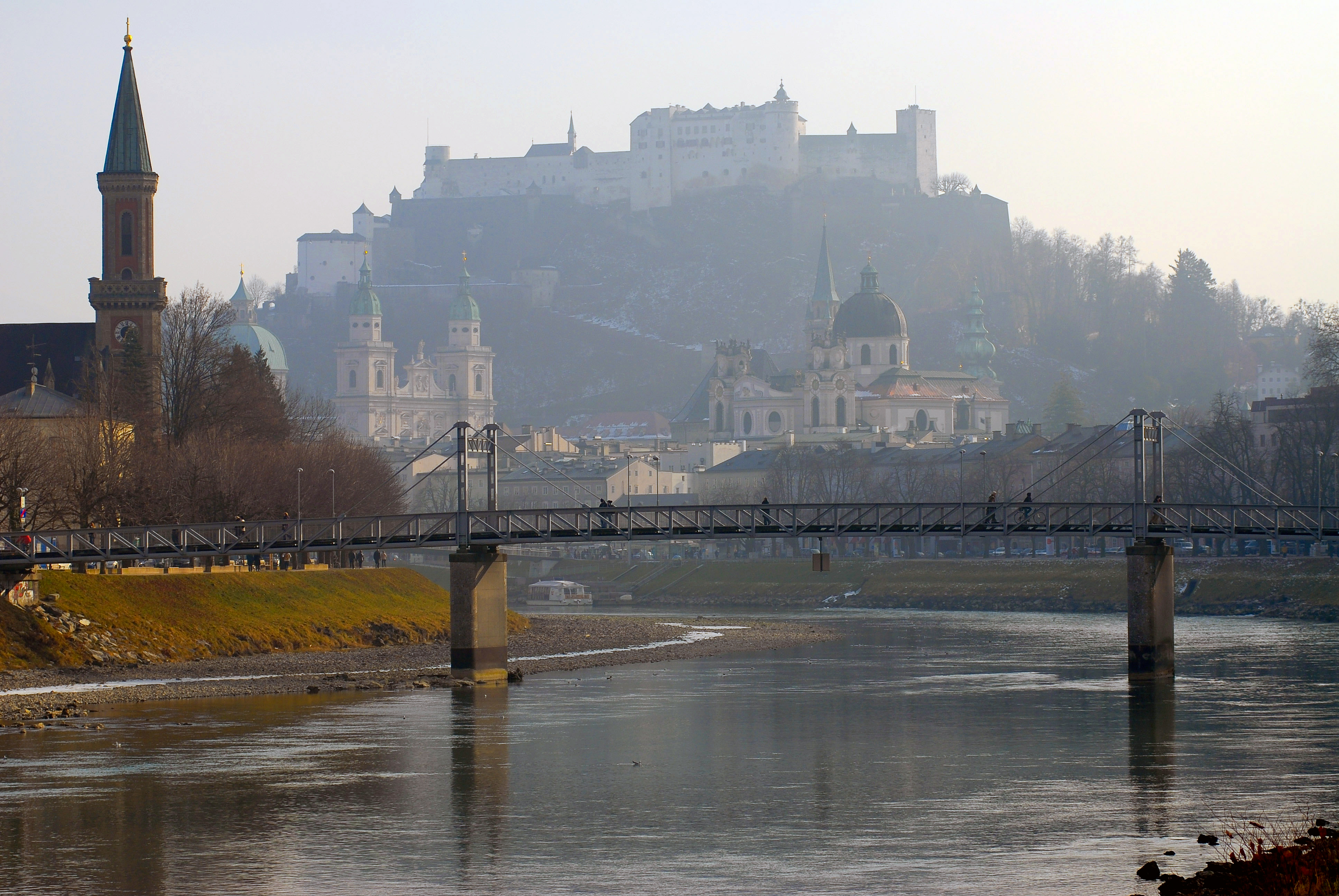
سالزاك في ساليزبورغ
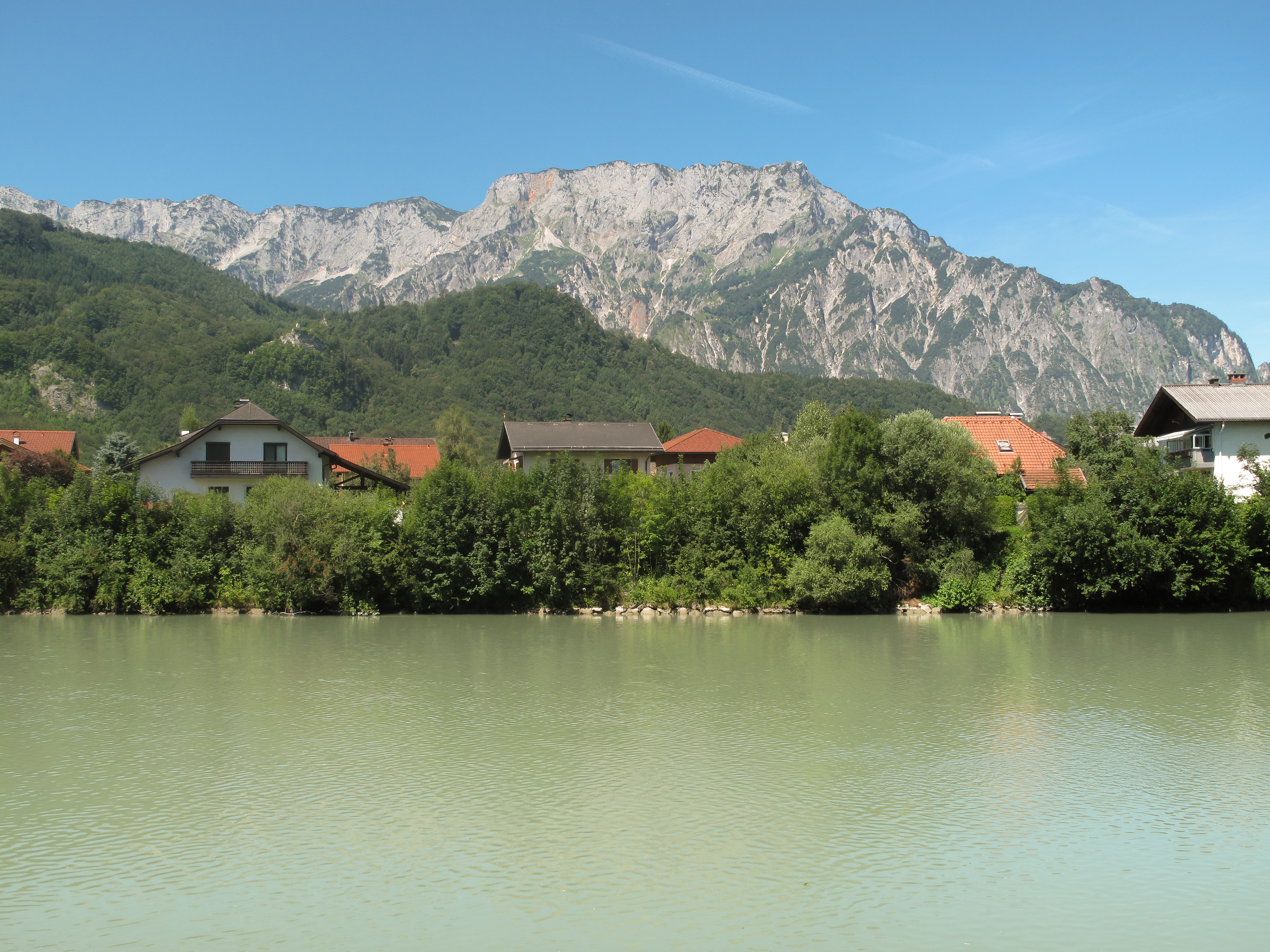
سالزاك بين هيلين وساليزبورغ
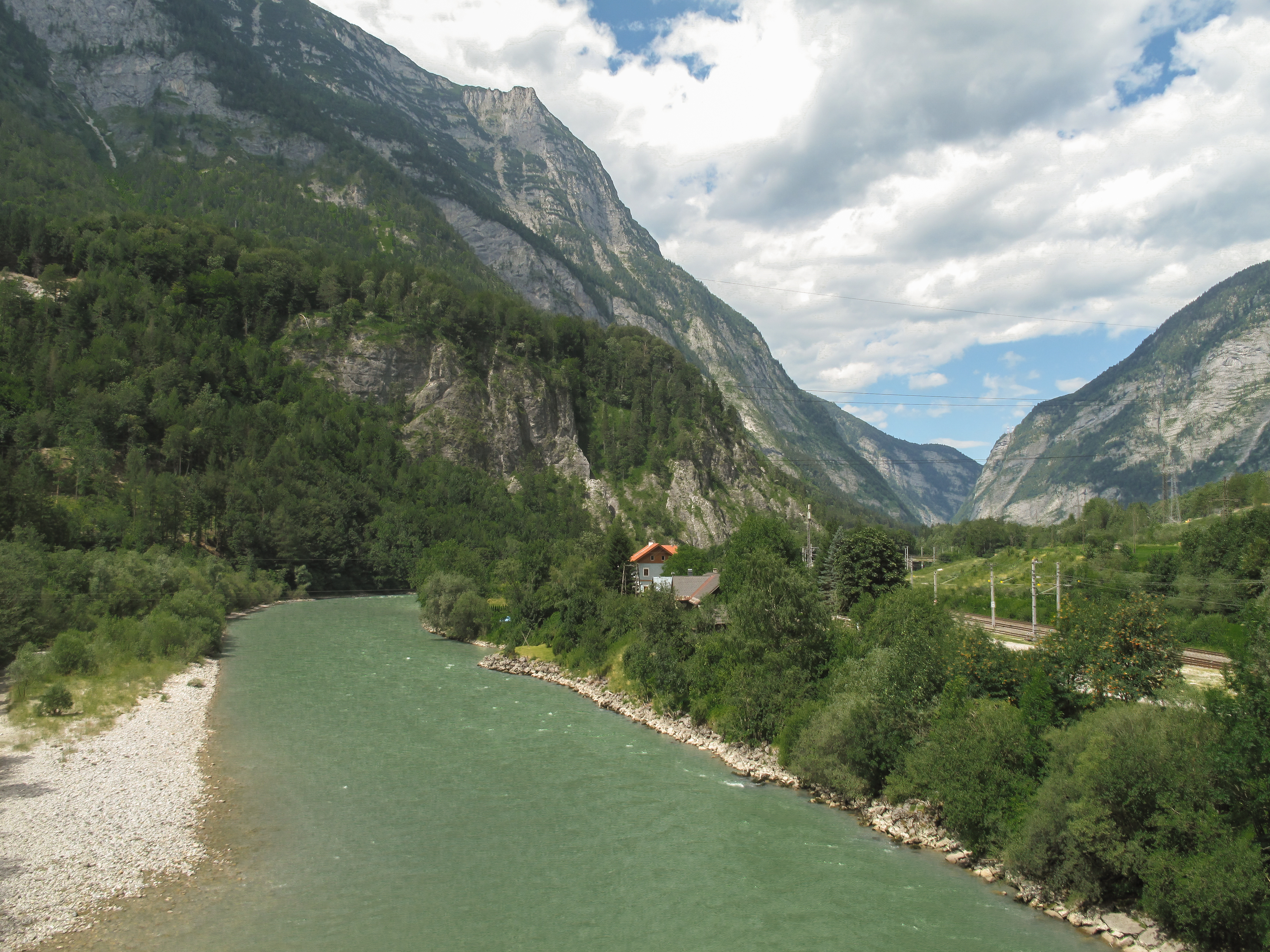
Salzach between Tenneck and Pass Lueg
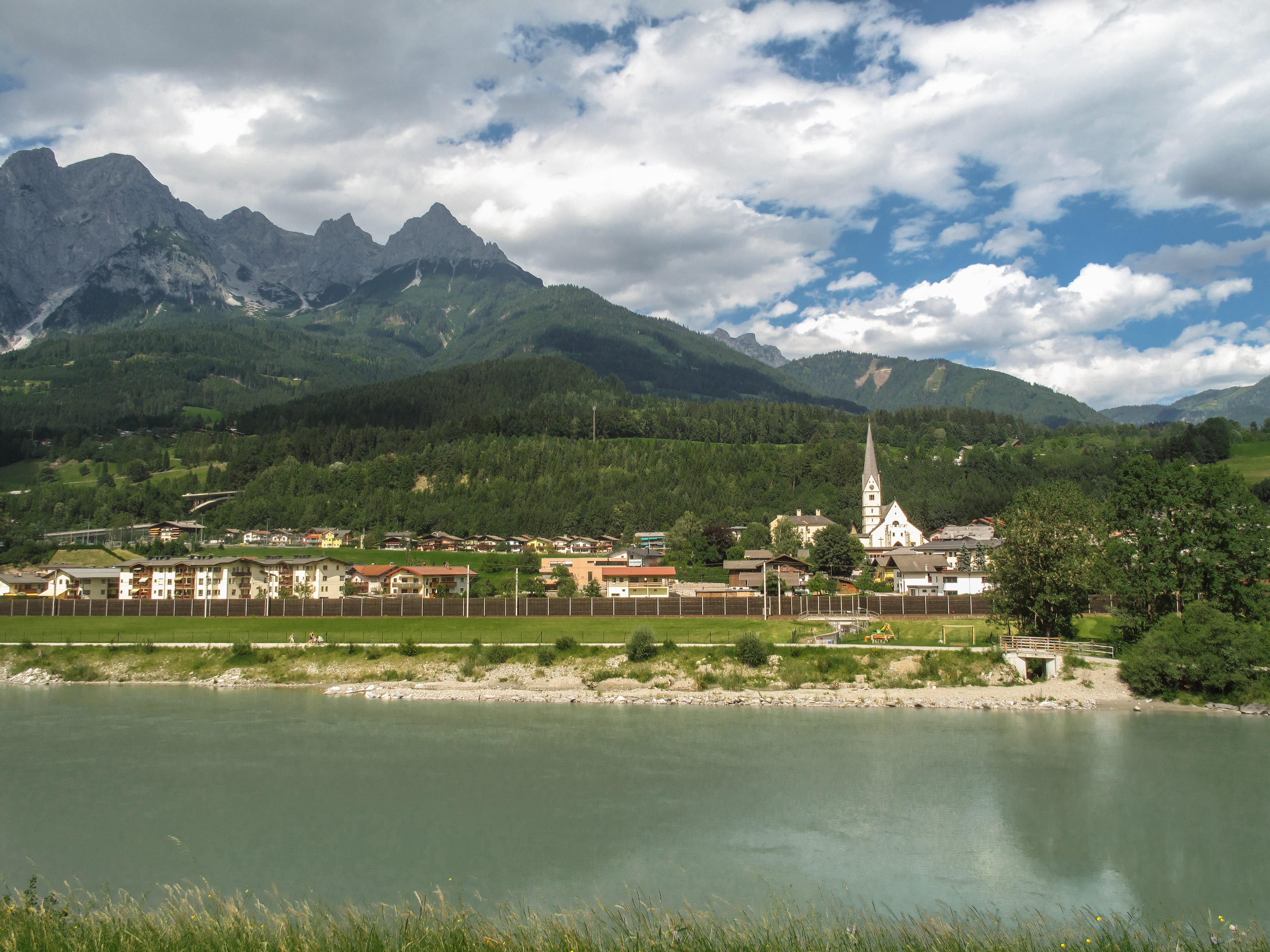
سالزاك بالقرب من فالويرفين